# Hippelates impressus
Hippelates impressus är en tvåvingeart som beskrevs av Becker 1912. Hippelates impressus ingår i släktet Hippelates och familjen fritflugor. Inga underarter finns listade i Catalogue of Life.